# Valverde de Burguillos (kommunhuvudort)
Valverde de Burguillos är en kommunhuvudort i Spanien.   Den ligger i provinsen Provincia de Badajoz och regionen Extremadura, i den sydvästra delen av landet, 300 km sydväst om huvudstaden Madrid. Valverde de Burguillos ligger 415 meter över havet och antalet invånare är 325.
Terrängen runt Valverde de Burguillos är platt åt nordost, men åt sydväst är den kuperad. Runt Valverde de Burguillos är det ganska glesbefolkat, med 22 invånare per kvadratkilometer. Närmaste större samhälle är Zafra, 14,4 km nordost om Valverde de Burguillos. Trakten runt Valverde de Burguillos består till största delen av jordbruksmark.